# Münichreith (Gemeinde Münichreith-Laimbach)
Münichreith (manchmal auch Münichreith am Ostrong) ist ein Gemeindehauptort der Doppelgemeinde Münichreith-Laimbach.

## Geografie
Münichreith liegt am Fuße des 1.061 m hohen Großen Peilstein, der höchsten Erhebung des Ostrong im südlichen Waldviertel in Österreich. Die Fläche der Gemeinde umfasst 38,82 Quadratkilometer.

## Geschichte
Die Entstehungsgeschichte von Münichreith geht mindestens in das Jahr 1144 zurück. Der Name Münichreith bezeichnet das Rodungsgebiet (Reute) eines Klosters. Die Siedlung errang gewisse Bedeutung, da am Ostrong Holzschlägerungen stattfanden und die Baumstämme zur Donau transportiert werden mussten, um dort verschifft zu werden. Die Ritter von Weissenberg, die im heutigen Edelsreith ihren Stammsitz hatten, waren ein Rittergeschlecht, das in der Gegend als Raubritter berüchtigt war. In der Zeit der Bauernkriege war das Gebiet um Münichreith eines der Zentren der Aufstände in Niederösterreich. So soll im heutigen Bischofsstein der Erzbischof von Wien zu den Aufständischen gesprochen haben, um sie zum Einlenken zu bewegen. Später erwarben die Habsburger das Gebiet um den Ostrong und besonders Kaiser Franz Joseph I. war häufig auf Jagd in diesem Gebiet. Der Kaiserstein, eine der Erhebungen im Ostronggebiet, bekam seinen Namen von Kaiser Franz I., der von seinem Sommersitz Luberegg aus gerne die Gipfel um Münichreith bestieg.
Die Pfarrkirche von Münichreith ist dem Heiligen Nikolaus von Myra geweiht.

## Öffentliche Einrichtungen
In Münichreith gibt es einen Kindergarten.